# Trimerogastra fumipennis
Trimerogastra fumipennis är en tvåvingeart som först beskrevs av Friedrich Georg Hendel 1914.  Trimerogastra fumipennis ingår i släktet Trimerogastra och familjen vattenflugor.
Artens utbredningsområde är Taiwan. Inga underarter finns listade i Catalogue of Life.